# オンフロワ4世・ド・トロン
オンフロワ4世・ド・トロン（オンフロワ4せい・ド・トロン、フランス語:Onfroy IV de Toron c. 1166年 – 1198年）は、エルサレム王国の有力貴族。エルサレム王女イザベルの夫であったが、王位につくことを拒み、後に婚姻を解消させられた。

## 略歴
1179年に祖父オンフロワ2世からトロン卿領を継承した。また母エティエネット・デ・ミリーを通じてトランスヨルダン卿領の継承権も有していた。1180年、彼はエルサレム王ボードゥアン4世の異母妹イザベルと結婚するため、トロン卿領を手放した。というのもボードゥアン4世はハンセン病を患っていて病弱であり、オンフロワ4世が大所領を2つ所持して強大化しすぎるのを嫌がったからである。1183年秋、オンフロワ4世はケラクのケラク城でイザベルとの結婚式を挙げた。そこをアイユーブ朝のスルターンであるサラーフッディーンに襲撃され、城を包囲されたが、ボードゥアン4世とトリポリ伯レーモン3世に救出された。 
1185年にボードゥアン4世が死去すると、その使命により彼の幼い甥ボードゥアン5世が即位したが、彼も1186年夏に死去した。エルサレム王国の貴族たちはボードゥアン4世の姉シビーユとその夫ギー・ド・リュジニャンに王国を継承されるのを嫌い、オンフロワとイザベルをエルサレム王にしようとした。しかしオンフロワは即位するのを嫌がって脱走し、シビーユとギーに臣従した。1187年のヒッティーンの戦いでエルサレム王国軍がサラーフッディーンに壊滅させられた時、オンフロワは捕虜となった。母エティエネットは所領のトランスヨルダンの要塞群と引き換えにオンフロワを解放するようサラーフッディーンと交渉した。ケラク城とモンレアル城の守備兵はアイユーブ朝に降伏するのを拒んだが、サラーフッディーンは咎め立てせずオンフロワを解放した。その上でサラーフッディーンは両城を攻撃し、1188年にカラク城を、1189年前半にモンレアル城を攻略した。
1190年秋に女王シビーユが死去すると、イザベルの継父バリアン・ディブランをはじめとするほとんどのエルサレム王国貴族は、イザベルを有能な軍人であるモンフェッラート侯コンラート1世と結婚させようと考えた。オンフロワとイザベルはこの動きに抗議したが、結局2人の結婚は取り消された。その後オンフロワは1191年から1192年にかけてイングランド王リチャード1世の軍に参じた。アラビア語に堪能だったオンフロワは、リチャード1世の代理として、サラーフッディーンの弟で代理であるアル＝アーディルとの交渉に携わった。

## 前半生
オンフロワ4世は1165年ごろ、同名のオンフロワ（3世、オンフロワ2世・ド・トロンの子）とエティエネット・デ・ミリーの子として生まれた。オンフロワ4世がまだ幼いころの1173年に父が死去した。間もなく、母エティエネットがトランスヨルダン卿領を継承した。彼女はエルサレム王国執事ミレ・ド・プランシーと再婚したが、この夫は1174年10月に暗殺された。翌年、エティエネットはルノー・ド・シャティヨンと再婚した。祖父オンフロワ2世がバニャスの戦いで受けた傷が元で1179年4月22日に没したため、オンフロワ4世はトロン卿領を継承した。
1180年10月、オンフロワ4世はエルサレム王ボードゥアン4世の8歳の異母妹イザベルと婚約した。オンフロワ4世の継父ルノー・ド・シャティヨンとイザベルの継父バリアン・ディブランは、それぞれエルサレム王国内の貴族の二大派閥の指導者であった。ボードゥアン4世がハンセン病のために単独で王国を統治することができなかったため、両派閥が王国の実権をめぐって争っていたのである。婚約時の約定に従い、オンフロワ4世はトロン、バニアス、Chastel Neufといった領地をボードゥアン4世に返上し、代わりに7000ベザントの貨幣封を与えられた。これはボードゥアン4世が、オンフロワ4世の下でトロンとトランスヨルダンという大きな二所領が統合され脅威となる可能性を未然に防ぐためにとった方策だった。ボードゥアン4世は、1183年ごろにトロンの封土もしくはその用益権を母アニェス・ド・クルトネーに与えた。
1183年9月、エジプトとシリアを一手に収めたアイユーブ朝のサラーフッディーンがエルサレム王国に侵攻した。 オンフロワ4世はトランスヨルダンの兵を率いて、ルノー・ド・シャティヨンのもとからエルサレム王国の連合本軍のもとに派遣された。しかし彼の部隊はギルボア山でサラーフッディーン軍の奇襲を受け、ほとんど全滅に近い大敗を喫した。サラーフッディーンも自国の本軍を戦闘に参加するよう説得することができず、10月7日に撤退した。

## イザベルとの結婚

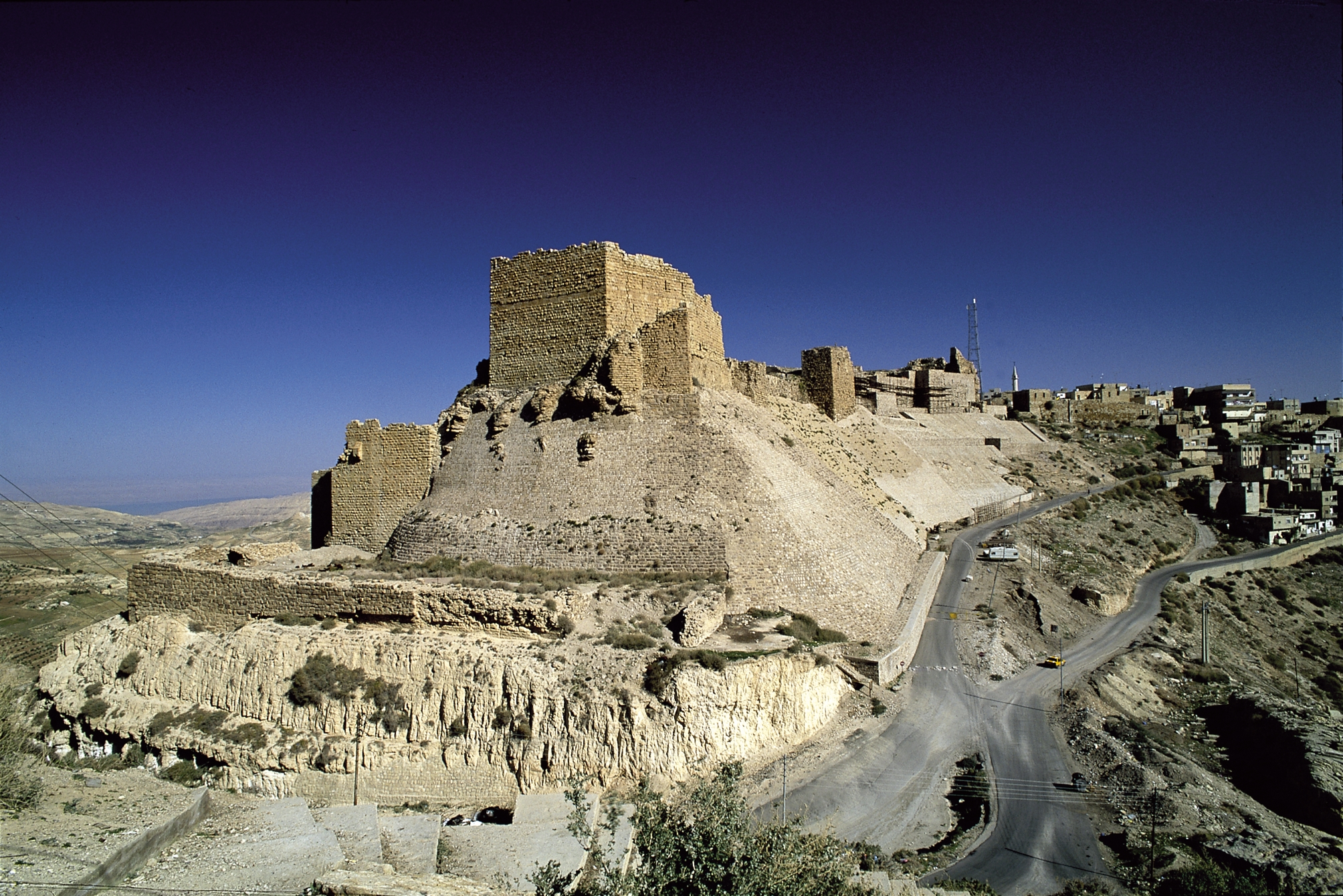
ケラク城 (現ヨルダン領アル＝カラク)

1183年秋、オンフロワ4世とイザベルはケラク城で結婚式を挙げた。ところがその式の真っ最中に、サラーフッディーンが襲撃してきて城を包囲した（ケラク包囲戦）。これはルノー・ド・シャティヨンが2月に紅海沿岸で略奪遠征をおこなったことへの報復だった。エルノールの年代記によれば、サラーフッディーンはオンフロワ4世の母エティエネットに説得され、新郎新婦が身を隠している塔へは攻撃しなかったが、城のそれ以外の部分へは攻撃を続行した。しかし12月4日、ボードゥアン4世とトリポリ伯レーモン3世の援軍が到着し、ケラク城は解放された。
1183年3月、病状が悪化し死が近づいていることを悟ったボードゥアン4世は、異母姉シビーユとその夫ギー・ド・リュジニャンから相続権を剥奪し、シビーユの前夫との子である6歳のボードゥアン5世を後継者とし、レーモン3世を摂政に指名した。また高等法院は、万が一ボードゥアン5世が死去した場合、教皇、神聖ローマ皇帝、フランス王、イングランド王が、シビーユとイザベルのいずれがエルサレム王位を継承するか決定できる、と宣言した。ボードゥアン4世は1185年3月に死去した。ボードゥアン5世が跡を継いだが、彼も翌夏に亡くなった。

## 望まぬ王位請求
シビーユの母方の叔父ジョスラン3世・ド・クルトネーは、摂政となったトリポリ伯レーモン3世を説得し、国内の貴族をティベリアスに集めて会議を行うためにエルサレムを離れさせた。そして摂政がエルサレムを離れたのを見計らって、ジョスラン3世はシビーユとギー・ド・リュジニャンをエルサレムに呼び戻した。裏切られたことに気づいたレーモン3世は、すぐにナーブルスで高等法院を召集した。オンフロワ4世を含むほぼすべてのエルサレム帰属はナーブルスに向かったが、ルノー・ド・シャティヨンだけはエルサレムに赴いた。レーモン3世についた貴族たちは、エルサレムに使者を送ってシビーユとギー・ド・リュジニャンに翻意を促し、ボードゥアン5世没後の問題を高等法院に任せるよう求めた。しかしシビーユはこれを無視して、エルサレム総大司教ヘラクリウスから戴冠を受けてエルサレム女王となり、夫の頭にも王冠をかぶせた。程なくして、レーモン3世の発案により、ナーブルスの貴族たちはイザベルとオンフロワ4世をシビーユ夫妻に対する対立王に立てることにした。
レーモン3世らはエルサレムへの進軍を主張したが、当のオンフロワ4世はエルサレム王位を欲しがらなかった。彼は夜中に密かにナーブルスを離れて、シビーユに面会するべくエルサレムへ赴いた。当初シビーユは彼を拒絶したが、彼の意図を知ると、彼をギー・ド・リュジニャンのもとに連れて行った。オンフロワ4世はギー・ド・リュジニャンに忠誠を誓い、自らとイザベルに戴冠するという陰謀に終止符を打った。これを受けて、レーモン3世とボードゥアン・ディブランを除くすべての貴族たちが急いでエルサレムに戻り、ギー・ド・リュジニャンに臣従した。ギー・ド・リュジニャンはかつて1180年にオンフロワ4世が蜂起したトロンとChastel Neufを1186年にジョスラン3世に与えた上で、それをオンフロワ4世に返還し、今のオンフロワ4世の所領と交換するよう指示した。

## ヒッティーンの戦い
1187年前半、オンフロワ4世の継父ルノー・ド・シャティヨンが、エジプトからシリアに向かうキャラバンを襲撃した。このころはまだエルサレム王国とサラーフッディーンの間の和平期間中であったが、自身のトランスヨルダン卿領はその対象外だというのがルノー・ド・シャティヨンの主張だった。ギー・ド・リュジニャンは賠償金を支払うようルノー・ド・シャティヨンを説得しようとしたが、聞き入れられなかった。サラーフッディーンはエルサレム王国に対するジハードを宣言し、1187年7月4日のヒッティーンの戦いでエルサレム王国の連合軍を壊滅させた。
オンフロワ4世はこの戦闘に参加していたが、他のほとんどのキリスト教徒指揮官らと共にサラーフッディーンの捕虜になった。サラーフッディーン自身の手で処刑されたルノー・ド・シャティヨンや、熱狂的なアイユーブ兵に虐殺された修道騎士たちを除き、サラーフッディーンは捕虜たちを助命した。彼は捕虜をダマスカスに移送したうえで、残るキリスト教徒支配下の都市や要塞を次々と攻略していった。
何とか抵抗を続けられたのは、トランスヨルダンのケラク城とモンレアル城を含むごくわずかな要塞だけであった。10月、オンフロワ4世の母エティエネットはサラーフッディーンと交渉し、息子を解放してくれれば両城の守備兵を説得して降伏させると約束した。サラーフッディーンはこれを承諾し、オンフロワ4世を母のもとに返した。ところが両城の守備兵は頑として開城を受け入れなかったので、オンフロワ4世はダマスカスに帰って虜囚の身に戻った。しかし程なくして、サラーフッディーンは彼を身代金や新たな交換条件なしに解放した。ケラク城は1188年末まで、モンレアル城はその数か月後まで持ちこたえたが、最終的にサラーフッディーンの軍の前に落城した。

## 婚姻の取り消し
1190年、シビーユとその2人の娘が死去した時、オンフロワ4世とイザベルの夫妻はアッコの十字軍陣営におり、アイユーブ朝軍に包囲されていた（アッコ包囲戦）。エルサレム帰属のほとんどは、イザベルが王国の正統な継承者であると見なしており、ギー・ド・リュジニャンは妻子の死により王位請求権を失ったと考えていた。しかし同時に、彼らはオンフロワ4世もエルサレム王として不適格だと考えていた。何よりも、1186年に彼が自分で王位をシビーユとギー・ド・リュジニャンに譲り渡した行為が後を引いていた。エルサレム貴族たちは、オンフロワ4世よりも、十字軍の指導者の一人でサラーフッディーンからティルスを守り抜いたモンフェッラート侯コンラートに期待を寄せるようになっていた。
イザベルの継父バリアン・ディブランも、コンラートの支持者の一人だった。バリアン・ディブランとその取り巻きは、イザベルとオンフロワ4世の婚姻を無効とする方向を目指すことにした。夫婦の間には、まだ子どもが生まれていなかった。同時代のItinerarium Regis Ricardiでは、1190年ごろのオンフロワ4世「男と言うよりも女のようで、人付き合いは物静かで酷い吃音が」あったと描写されている。イザベルの母マリア・コムネナはイザベルの天幕に入って、彼女に夫のもとから離れるよう強いた。
マリア・コムネナは、イザベルが8歳の時、ボードゥアン4世が彼女にオンフロワ4世と結婚するよう強制したのだと主張した。これを受け、教皇特使のピサ大司教ウバルド・ランフランキとボーヴェ司教フィリップ・ド・ドルーが、オンフロワ4世とイザベルの婚姻の取り消しを宣言した。しかし教皇インノケンティウス3世が調査したところ、取り消しの儀に出席していた騎士の一団が、イザベルとオンフロワ4世の双方が取り消しに抗議していたと証言した。カンタベリー大司教ボールドウィン・オブ・フォードは、死の床でイザベルとコンラートの結婚は姦通にあたるとしてこれを禁止した。しかしこれを無視して、コンラートは190年11月24日にイザベルと結婚した。

## その後
ギー・ド・リュジニャンは、イングランド王位を諦めておらず、1191年5月にキプロス島のリマソールにいるイングランド王リチャード1世の下を訪れた。オンフロワ4世も彼に帯同した。ギー・ド・リュジニャンとオンフロワ4世は、リチャード1世に臣従礼をとった。リチャード1世は、アラビア語の堪能なオンフロワ4世を、サラーフッディーンの弟でリッダ（現イスラエル領ロード）にいるアル＝アーディルの下に派遣し、交渉を試みた。リチャード1世は妹ジョーンをアル＝アーディルに嫁がせ聖地を持参金として贈るという案を提示したが、この交渉は何も合意に至ることができず終わった。
1192年4月28日、コンラートが2人の男に暗殺された。暗殺者の一人が暗殺教団のラシード・ウッディーン・スィナーンの手の者だと白状したにもかかわらず、同時代の史料ではオンフロワ4世に黒幕の疑いがかけられている。しかし近代以降の歴史家たちは、オンフロワ4世は無実だという意見で一致している。というのも、「オンフロワ4世の経歴の中に、どんな場面にも彼が主導権を握ろうとした例がない」からというのが大きな要因である。未亡人となったイザベルは、1192年5月5日にアッコでシャンパーニュ伯アンリ2世と再婚した。
アンリ2世も1197年に死去すると、イザベルはキプロス王エメリー・ド・リュジニャンと再婚した。それから間もない1198年、オンフロワ4世は死去した。彼の継承領地であるトロン卿領は、1129年にエジプトのスルターンであるアル＝カーミルと神聖ローマ皇帝フリードリヒ2世の交渉により再興された。この封土を受け取ったのは、オンフロワ4世の妹イザベル・ド・トロンの曽孫マリー・ダンティオケであった。